# Le Mystère d'Ulysse
Discours
Le Mystère d’Ulysse est un poème du journaliste et homme politique français Charles Maurras publié en 1923.

## Contexte
En 1923, Maurras n'est pas admis à l'Académie française face à la candidature de Charles Jonnart. Cet échec témoigne que « sa position d'homme de lettres est fragile [...] et combien lui manque une œuvre littéraire majeure qui donne poids et crédibilité à ses candidatures futures. ». Le Mystère d’Ulysse est l’unique œuvre poétique originale de la période de première candidature à l’Académie. En 1925, lors de l'élection de Paul Valéry à l'Académie française, Maurras prend « une véritable revanche littéraire » en publiant  le recueil de poèmes La Musique intérieure dans lequel il insère Le Mystère d'Ulysse.

## Structure
Il s'agit d'un long poème divisé en dix chants écrits en alexandrins réguliers. Maurras imite le style d'Homère à travers une « singulière réappropriation de l'Odyssée ». Le texte est assorti d'un portrait de Maurras dessiné par Luc-Albert Moreau « insistant sur un aspect un peu bohème, cheveux mal peignés, barbe ombrant les joues, moustache sur la lèvre et vague barbiche ».

## Analyse

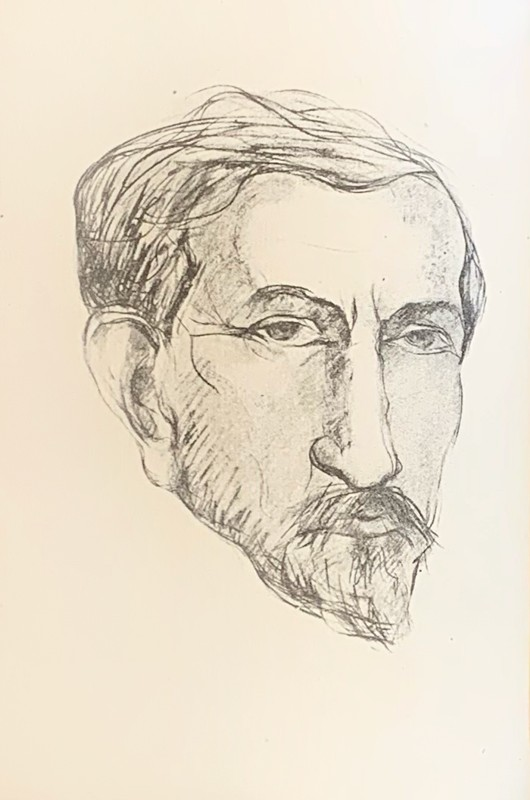
Portrait de Charles Maurras par Luc-Albert Moreau (1923).

Le titre du poème joue sur un effet phonétique : « Mystère d’Ulysse » ou « mystère du lys ».
Pour l'historien Christian Amalvi, le poème relève d'une « curiosité bibliophilique ».
Selon Julien Cohen, le séquençage du récit lui confère une dimension initiatique.

« L’on y retrouve l’arsenal poétique désormais habituel de la poésie maurrassienne, une découpe en longues strophes évoquant l’ode malherbienne, un cheminement, assertion-opposition-conclusion proverbiale, la rime pour l’oreille et l’alternance de féminines et de masculines. ».

Pour Pierre Boutang, ce poème est une analogie « de la royauté diffuse dans le peuple », surgissant « de l’exception du roi lié ». Selon lui, ce poème constitue le « monument de l’unité de la poétique et de la théorie de l’homme-roi chez Maurras » et plus largement l’expression du retour du roi vers sa patrie. 
Ivan Peter Barko perçoit une dimension autobiographique dans le récit. Le Mystère d'Ulysse serait aussi le mystère de Maurras sous des artifices mythologiques.

« Comme Ulysse, Maurras a brûlé son cœur et resserré son âme, et, comme Ulysse, il ne poursuit ses ennemis que pour s'oublier »

La tentation de la sirène en mer au chant II est comparé à « la voix enchanteresse de la vie intérieure » avec laquelle Maurras est en conflit. De plus, le thème de la surdité est évoqué quand Ulysse, attaché au mât du navire, écoute les séductions de la sirène tandis que l'équipage résiste avec de la cire dans les oreilles.
Le caractère autobiographique du texte est attesté dans un article de la Revue universelle de 1937. Dans l'hypothèse d'une restauration monarchique, Maurras demanderait au roi deux faveurs. Premièrement, l'obtention d'un poste de juge de paix à Martigues, sa ville natale. Deuxièmement, d'être conduit sur l'île de Pâques avec un navire de guerre faisant ainsi écho à l'épopée d'Ulysse.